# Володимирски исторически музей
Историческият музей на Володимир-Волински (на украински: Володимирський історичний музей) е основан през 1887 г. във Володимир, Волинска област, Украйна.

## История
Историческият музей на Володимир-Волински съхранява една от най-старите колекции от волински антики. Музеят е основан през 1887 г. от местаната общественост във Володимир с основни цели запазване на историята на региона и развитие на научните изследвания. В началото на XX век колекцията на музея включва множество ценни експонати, включително като старопечатни книги, ръкописи (в това число Евангелие от XVI век), икони и монети. В първите години от съществуването си музеят се ръководи от местния аристократ и етнограф ентусиаст О. Дверницки (1838 – 1906).
По време на Първата световна война много от предметите са преместени в музеи в Харков. В периода между Първата и Втората световна война музеят се премества в сградите на Доминиканския манастир – паметник на архитектурата, действал в периода XV – XVIII век.

## Колекция
Музейната колекция се състои от над 18 000 експоната, включително археологически находки, нумизматични и етнографски предмети, предмети на изкуствата и занаятите, икони, писмени документи, старопечатни книги и фотоматериали.

## Настояще
Научните изследователи, работещи към музея, посещават етнографски конференции, археологически и етнографски експедиции, изследват историята на Волиния и обучават местни студенти.
В музея са изложени творби на местни художници.
Музеят участва в международния проект Via Regia. Сътрудничи си с други местни музеи във Волинска и Ровненска област, с Лвовска научна библиотека В. Стефаник и с музея към замъка Козловка (Полша).
От 2011 г. директор на музея е Володимир Стемковски.